# Simon Niepmann
Simon Niepmann, född 2 augusti 1985 i Lörrach, är en schweizisk roddare.
Niepmann blev olympisk guldmedaljör i lättvikts-fyra utan styrman vid sommarspelen 2016 i Rio de Janeiro.